# Ihorombe
Ihorombe är en region i Madagaskar. Den ligger i den södra delen av landet, 400 km söder om huvudstaden Antananarivo. Antalet invånare är 189 200. Arean är 26 391 kvadratkilometer.
Följande samhällen finns i Ihorombe:
- Ihosy
- Ranohira